# FC Seoul
FC Seoul (Koreanska: FC서울 eller Football Club Seoul FC서울) är ett fotbollslag baserat i staden Seoul, Sydkorea. FC Seoul grundades 1983 men då med namnet Lucky-Goldstar FC. Dess arena heter Seoul World Cup Stadium och har en kapacitet på 66 806 åskådare, som byggdes i samband med VM 2002 i Sydkorea och Japan.

## Meriter
- K League: 6
1985, 1990, 2000, 2010, 2012, 2016
- League cupen: 2
2006, 2010
- FA cupen: 2
1998, 2015
- Super cupen: 1
2001